# Osphranter
Osphranter — рід великих сумчастих тварин з родини кенгурових. Він містить найбільшого сучасного сумчастого Osphranter rufus.
У 2019 році переоцінка таксономії кенгурових визначила, що Osfhranter і Notamacropus, які раніше вважалися підродами Macropus, мають бути переведені на рівень роду. Ця зміна була прийнята Австралійським фауністичним довідником у 2020 році.

## Види
- Osphranter antilopinus
- Osphranter bernardus
- Osphranter robustus
- Osphranter rufus